# Ari da Silva Ferreira
Ariclenes da Silva Ferreira, eller bara Ari [a'riː], född 11 december 1985 i Fortaleza i Brasilien, är en brasiliansk-rysk fotbollsspelare (anfallare) som 2006 blev allsvensk skyttekung i Kalmar FF. Sedan 2018 representerar han Ryssland i landslagssammanhang.

## Karriär

### Till Sverige

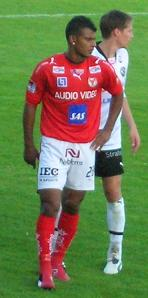
Ari under tiden i Kalmar FF.

Ari värvades inför säsongen 2006 till allsvenska Kalmar FF från brasilianska Fortaleza där han redan första året lyckades att vinna Allsvenskans skytteliga med 15 mål på 23 matcher. I Kalmar blev han det nya tillskottet i det framgångsrika "brasilianska spåret" som 2004 inleddes med klubbens värvningar av Dedé Anderson, Fabio Augusto och César Santín. 2006 utsågs han även till Smålands bästa fotbollsspelare av det Smålandska fotbollsförbundet.

### Intresse från andra klubbar och proffsspel
Under de 1 ½ år Ari befann sig i klubben växte han till den stora stjärnan och drog snart till sig intresse från klubbar utomlands. Detta intresse resulterade i att han redan sommaren 2007 (6 juli) köptes av Nederländska AZ Alkmaar för omkring 40 miljoner SEK.
Vintern 2010 köptes Ari av den ryska klubben Spartak Moskva för ungefär 3 miljoner €.

### Spelstil
Förutom en förmåga att skapa målchanser på egen hand besitter Ari en fin teknik och är duktig på att hålla i bollen. Med sin låga tyngdpunkt är han svår att komma åt för motståndaren och går därför ofta segrande ur en duell man mot man.

## Övrigt
I mars 2007 spekulerades det om att Ari var aktuell för Brasiliens U23-lag till OS 2008 i Kina. Någon plats i truppen blev det dock till slut inte.